# 哈希姆·薩菲丁遇刺案
東歐夏令時間2024年10月3日夜，以色列國防軍對位於黎巴嫩貝魯特南部的達希耶區一處地下掩體進行空襲，該地區以什葉派穆斯林為主。此次空襲針對真主黨情報部總部，多名真主黨領導人當時正在會議，其中包括哈希姆·薩菲丁。隨後，以色列國防軍和真主黨均證實薩菲丁已在空襲中被擊斃。

## 背景
哈希姆·薩菲丁是真主黨總書記哈桑·納斯魯拉的表弟，並被視為其接班人。薩菲丁作為真主黨執行委員會和聖戰委員會的領導人，負責該組織的軍事行動。2017年5月，美國國務院和沙特阿拉伯將其列為恐怖分子。納斯魯拉於2024年9月27日遭以色列空襲真主黨總部中被擊斃。
根據以色列國防軍的說法，當時指揮總部內有超過25名真主黨情報成員，包括空中組裝官薩伊布·艾亞什以及敘利亞分支的情報官馬哈茂德·穆罕默德·沙欣。

## 空襲
在最新的以色列—真主黨戰爭背景下，達希耶區至少連續發生11次爆炸襲擊。據報導指，這些空襲針對一處地下掩體，當時包含真主黨多位高層官員的會議正在進行，參與者包括哈希姆·薩菲丁和情報部門主管侯賽因·阿里·哈齊瑪。以色列國防軍表示，襲擊目標為真主黨情報總部，但人員傷亡情況不明。
以色列空軍據傳向該掩體投下了約73噸炸彈，此次襲擊規模超過2024年9月27日針對哈桑·納斯魯拉的行動。後續影像顯示，大量火球、濃煙從掩體中湧出，爆炸聲轟鳴並造成建築震動。

## 薩菲丁下落
據以色列第12頻道消息，以色列安全官員「越來越有信心」薩菲丁已在襲擊中喪生。
10月5日，一名黎巴嫩武裝部隊消息來源表示，真主黨已無法聯繫到薩菲丁，且自空襲後未再收到他的消息。
阿拉伯衛星電視台和哈达特報導指出，以色列已確認薩菲丁及同行的真主黨領導人均被暗殺。10月8日，時任以色列國防部長約阿夫·加蘭特稱薩菲丁「可能已被消滅」，此說法後來由以色列總理本雅明·內塔尼亞胡重申。10月22日，以色列國防軍正式宣布包括侯賽因·哈齊瑪在內的24名真主黨高層人員被擊斃，真主黨於次日證實薩菲丁的死訊。
2025年2月23日，真主黨為薩菲丁和第三任總書記哈桑·納斯魯拉舉行集體葬禮。

## 分析
軍事分析員埃利亞斯·馬格尼爾指出，薩菲丁的失踪不會改變真主黨對以色列的軍事策略，因為「在黎巴嫩南部作戰的特種部隊團隊獨立於貝魯特的政治決策層之外」。